# NGC 3674
NGC 3674 é uma galáxia lenticular (S0) localizada na direcção da constelação de Ursa Major. Possui uma declinação de +57° 02' 55" e uma ascensão recta de 11 horas, 26 minutos e 26,3 segundos.
A galáxia NGC 3674 foi descoberta em 8 de Abril de 1793 por William Herschel.